# Bdellospora helicoides
Bdellospora helicoides är en svampart som beskrevs av Drechsler 1935. Bdellospora helicoides ingår i släktet Bdellospora och familjen Cochlonemataceae.   Inga underarter finns listade i Catalogue of Life.